# Aleksandr Kokorínov
Aleksandr Kokorínov   (Tobolsk, 29 de juny de 1726 (Julià) - Sant Petersburg, 10 de març de 1772 (Julià)), nom complet amb patronímic Aleksandr Filíppovitx Kokorínov, rus: Александр Филиппович Кокоринов, fou un arquitecte i pedagog rus d’origen siberià, un dels fundadors, el primer constructor, director (1761) i rector (1769) de l'Acadèmia Imperial de les Arts de Sant Petersburg. Kokorínov va ser l’arquitecte de la casa de la família Razumovski d'Ivan Xuvàlov, el primer president de l’Acadèmia. El llegat arquitectònic restant de Kokorínov, que abans es creia substancial, s'ha vist reduït per investigacions recents a només dos edificis: l'Acadèmia Imperial de les Arts i el palau Kiril Razumovski a Sant Petersburg. L’Acadèmia va ser dissenyada per Jean-Baptiste Vallin de la Mothe a partir d’una proposta anterior de Jacques-François Blondel, mentre que Kokorínov va gestionar-ne la construcció en les primeres fases (1764-1772).

## Biografia

### Primers anys i família
Aleksandr Kokorínov va néixer a Tobolsk a la família d’un eclesiàstic del govern.El seu avi era capellà. Als 14 anys, Kokorínov va començar a formar-se amb Johann Blank (pare de Karl Blank), un arquitecte autoproclamat exiliat de Sant Petersburg per la seva implicació amb la suposada conspiració d'Artemi Volinski (1740). Amb l'entronització d'Elisabet el 1741, els supervivents de l'afer Volinski van ser amnistiats, els Blank van tornar a Moscou i es van endur Kokorínov amb ells.

### Educació
Després de la mort de Johann Blank, el 1745, Aleksandr Kokorínov i Karl Blank van estudiar arts i arquitectura a Moscou amb Dmitri Úkhtomski, aleshores el principal arquitecte de Moscou del barroc elisabetià i degà d’una escola d’arquitectura amb seu al Kremlin de Moscou. Aviat Kokorínov va ser convidat al grup d'Ivan Korobov, on el jove arquitecte va fer tan bona impressió que va ser promogut pel mestre i el 1749 va rebre el títol de guezelque li donava dret a desenvolupar projectes de manera independent i a acceptar encàrrecs privats en nom propi. Durant aquest període, es va dedicar a la restauració de les muralles i torres de les fortificacions del Kremlin de Moscou.
El març de 1752, A.F. Kokorinov va rebre el grau de tinent ("porútxik"). El grau d'oficial li atorgava els drets de la noblesa personal, que a Rússia en aquell moment significava obtenir una major independència legal en comparació amb les persones d'altres classes. El 30 d'abril de 1753, l'oficina provincial de Moscou li va encarregar la supervisió arquitectònica dels edificis de la ciutat.
Aviat la reputació de l’arquitecte va ser tan bona que fins i tot l'hetman Kiril Razumovski el va contractar per treballar a la seva propietat de Petróvskoie. Va rebre el títol de Mestre en Matemàtiques a la Universitat de Moscou i el 1754 Kokorínov va aprovar l’examen professional com a arquitecte júnior, es va incorporar al personal de Francesco Bartolomeo Rastrelli i es va traslladar a Sant Petersburg on va contactar amb el comte Ivan Xuvàlov, fundador de la Universitat Estatal de Moscou (1755) i l'Acadèmia Imperial de les Arts (1757). Kokorínov es va incorporar al personal de l’Acadèmia des dels primers dies.

### Carrera
Inicialment, Xuvàlov va proposar establir l’Acadèmia de Moscou i va encarregar a Jacques-François Blondel que hi projectés el nou campus. L'emperadriu Elisabet va insistir que l’Acadèmia havia d’estar a Sant Petersburg, i la tasca d’adaptar els plànols de Blondel es va encarregar a Kokorínov, que ja havia dissenyat la casa de Xuvàlov a Sant Petersburg. Kokorínov amb una formació ferma només en estil barroc, va tenir dificultats amb el disseny neoclàssic francès de Blondel, i el 1759 Xuvàlov va contractar un altre francès per ajudar Kokorínov. Jean-Baptiste Vallin de la Mothe, cosí de Blondel i recentment graduat de la Reial Acadèmia d’Arquitectura, es va convertir en el company de Kokorínov en el projecte de l’Acadèmia i aviat el va superar.
Durant molt de temps es va creure que Kokorinov va participar en el disseny de l'edifici de l'Acadèmia juntament amb J. B. M. Vallin-Delamot, però l'historiador de l'arquitectura Valeri Xuiski als anys noranta, basant-se en la investigació arxivística realitzada a França, a Angulema i París, va demostrar de manera convincent que Vallin-Delamot només participà en el disseny, prenent com a model els seus desenvolupaments parisencs, i va confiar la construcció a Kokorínov.
L’Acadèmia, una estructura complexa de 140 per 125 metres, encara té rastres de l’estil Blondel, segons Dmitri Xvidkovski, «és més actualitzada... especialment es nota en el pla. On Blondel especificava un ordre corinti, s'hi va utilitzar un dòric romà més estricte. La cúpula també és més lacònica que la dissenyada per Blondel. L’edifici complet va resultar encara més auster que als dibuixos de De la Monthe».
El 1761 Kokorínov va ser nomenat director de l’Acadèmia (subordinat al president), però no va ser fins al 1765 que en va esdevenir professor. Ensenyava teoria de l’arquitectura elemental i història de l’arquitectura, mentre que De la Monthe donava assignatures d’arquitectura avançada.
Mentre els arquitectes acabaven la seva proposta, Rússia es va veure sacsejada per un breu regnat (5 de gener de 1762 - 9 de juliol de 1762) i l’assassinat de l’emperador Pere III, succeït per Caterina II. La nova emperadriu va enviar Xuvàlov a un exili de facto a la seva finca rural i va nomenar Ivan Betskoi com a nou president de l’Acadèmia.
L'Acadèmia Imperial de les Arts es trobava originàriament a la mansió de Xuvàlov, al carrer Malaia Sadovaia. El 18 de març de 1764 l'emperadriu va autoritzar seriosament el finançament de la construcció d'un nou edifici i va establir una junta de construcció, encapçalada per Kokorínov. La cerimònia solemne de col·locació de la primera pedra de l'edifici va tenir lloc el 7 de juliol de 1764, en l'aniversari de l'ascens al tron de Caterina II. De la Mothe, que sempre va evitar la construcció pràctica, no va participar-hi activament; per primera vegada a la història de Rússia, la professió arquitectònica es va dividir en disseny arquitectònic i gestió de la construcció.
Durant la guerra russa-turca de 1768-1774, el finançament del projecte pràcticament es va aturar, mentre que Betskoi va instar un cas penal per un presumpte frau. Kokorínov, acusat d’excés de costos, va morir el 1772; extraoficialment es va dir que s'havia suïcidat. De la Mothe va abandonar Rússia el 1775, i Iuri Felten va acabar l’edifici el 1788.